# Артикуляционные жесты
 Артикуляционные жесты — двигательные акты, с помощью которых реализуется в речи целевая артикуляция. Они являются комплексными и включают в себя координированное движение всех речевых органов, которые участвуют в артикуляции.
В артикуляционном жесте выделяется три временные фазы. Начальная фаза артикуляционного жеста (АЖ), называемая экскурсией, или приступом, представляет собой переход артикуляционных органов от состояния покоя или предшествующего АЖ к конфигурации речевых органов, характерному для данного АЖ. Далее следует выдержка, в течение которой сохраняется относительно стабильный уклад речевых органов. Именно в фазе выдержки должна быть реализована целевая артикуляция. Конечная фаза АЖ — рекурсия — представляет собой переход к состоянию покоя или реализации следующего АЖ.
Речевой поток не следует представлять как последовательность АЖ с быстрыми переходами от одного жеста к другому. При медленном произнесении последовательность звуков реализуется со значительным перекрытием фаз соседних АЖ. Это обеспечивает плавность и непрерывность звучащей речи: начальные и конечные фазы соседних АЖ осуществляются почти одновременно. Тем не менее, наблюдения над органической фазой артикуляции показывают, что это представление является идеализированным. Начиная с исследований Менцерата и Лацерды, опубликованных в 1933 году, накоплено большое количество данных, которое свидетельствует о том, что для реальной речи типично глубокое переслаивание артикуляционных жестов и соседних звуков и почти непрерывное изменение положения произносительных органов в пространстве речевого тракта.

## Степень достижения артикуляционной цели в потоке речи
Целевое положение артикуляторов, характеризующее данный звук, наиболее отчетливо наблюдается в фазе выдержки при изолированном произнесении звуков, а также при отчетливом произнесении коротких, односложных звуковых цепочек. В слитном речевом потоке границы между соседними жестами размываются, пересекаются их краевые участки, выдержка приобретает контекстный облик и может быть редуцирован по длительности. В результате оказывается, что даже главные признаки целевых артикуляций сильно изменяются. Одной из причин подобных модификаций является ослабление артикуляционных усилий говорящего при произнесении звуков и тесно связанная с этим особая природа контроля за деятельностью произносительных органов.
Примеры подобного явления и его следствия можно найти в русском языке. Для согласных характерны следующие явления: неполная и зашумленная смычка при произнесении взрывных и аффрикат, ослабление у смычных признака взрыва или его полная утрата, появление шепелявости у согласных обычно резким на слух фрикативным шумом и т. п. Явление артикуляционной редукции (характерное и для других языков) объясняется современными фонетистами тем, что обычно говорящий не ориентирован на произносительный акт как таковой, так как сознательная цель в речевой коммуникации состоит в передаче речевого сообщения, а не в умении отчетливо произносить отдельные звуки. Развивая эту мысль, шведский фонетист Линдблом предложил так называемую Н&Н теорию артикуляции, суть которой сводится к следующему: говорящий порождает речь, оценивая текущим образом, насколько необходима для слушающего отчетливая физическая информация о звуковом составе выражения. В зависимости от этой оценки целевые артикуляции звуков могут быть реализованы с разной степенью точности. В конечном итоге на одних участках речевого потока возникают гиперартикулированные формы, а на других редуцированные формы. Контекстная зависимость АЖ, длительность их реализации, а следовательно, и степень достижения ими заданных артикуляционных целей для этих форм различны. Различно и соотношение форм произнесений в тщательной и беглой речи. В русской фонетике близкие идеи высказывал Л. В. Щерба, который ввёл разграничение полного и неполного (беглого) стилей произношения.